# Monumento a Lapu-Lapu
El Monumento a Lapu-Lapu se eleva unos 20 metros (66 pies) y consiste en una estatua de bronce en Punta Engaño, en la ciudad de Lapu-Lapu, Cebú, parte del país asiático de las Filipinas, erigido en honor del datu (jefe) Lapu-Lapu, un líder indígena que derrotó a los soldados españoles y donde el explorador portugués al servicio de España, Fernando de Magallanes fue asesinado en medio de la batalla de Mactán en 1521.